# Enceinte de Bitche
L'enceinte de Bitche est un ancien ensemble de fortifications qui protégeait la ville de Bitche, dans le département français de la Moselle.

## Histoire
Mentionnée au XVIe siècle comme une palissade, l'enceinte de la ville de Bitche est construite en 1563 par le comte de Deux-Ponts-Bitche. Durant l'hiver 1673-1674, Turenne prend ses quartiers d'hiver dans le Palatinat et vient visiter Bitche. Impressionné par l'importance stratégique du site, il finit par convaincre Louis XIV de fortifier ce point et, en 1679, le roi charge Vauban de ce travail. Les travaux ont lieu de 1683 à 1697 et coûtent à la France 2 500 000 livres d'or, une somme énorme pour l'époque. La citadelle est démantelée en 1698 par suite des clauses du traité de Ryswick qui cède la ville de Bitche à Léopold Ier, duc de Lorraine. Les nouvelles fortifications doivent être rasées et un régiment originaire des Flandres se charge de cette besogne de l'automne 1697 à l'été 1698. En 1701 éclate la guerre de Succession d'Espagne et, une nouvelle fois, une garnison française vient occuper Bitche. Les soldats s'efforcent aussitôt de reconstruire les fortifications construites par Vauban et rasées peu de temps avant. 
En 1735 et 1736 sont signés des accords spécifiant que le duc de Lorraine François Stéphane renonce aux duchés de Bar et de Lorraine au profit du roi de Pologne en exil Stanislas Leszczyński, dont la fille a épousé le roi de France Louis XV. Le roi déchu vient donc s'installer à Lunéville et prend le titre de duc de Lorraine. En 1738, Louis XV autorise à reconstruire la place forte de Bitche, intégrée au système défensif des frontières françaises, sous la direction du maréchal de Bournay. Quand celui-ci meurt en 1740, il est remplacé par un homme providentiel pour la ville de Bitche, le comte de Bombelles. Celui-ci se met à l'ouvrage dès 1741 et lorsqu'en 1744, les mercenaires guerroyant pour l'Autriche s'approchent de Bitche, ils sont repoussés. Les travaux de fortification durent jusqu'en 1765, comme l'indique la plaque que Louis XV fait poser à l'entrée de la citadelle. Le tracé de Vauban est respecté et renforcé par d'autres ouvrages.
Démolie à nouveau de 1788 à 1795, elle est agrandie de 1844 à 1852. Un décret ministériel du 28 février 1850 élève la ville au rang de place forte de première classe avant la fin des travaux en 1857. Après la guerre franco-prussienne de 1870, la place forte de Bitche, loin de la frontière, n'a plus de valeur stratégique. Ses fortifications n'étant plus adaptées au progrès de l'artillerie à canon rayé, le fort est déclassé par les Allemands en 1880 et les fortifications sont partiellement démolie par les Allemands de 1872 à 1914. À l'été 1984 sont mis au jour et rebouchés les vestiges d'un bastion situé rue du Général de Gaulle, à l'occasion de l'aménagement du jardin du Stadtweiher comme en 1957 ont déjà été mis au jour les fondations de deux murs de l'enceinte de 1844, coupant le chemin des moulins. Les vestiges des fortifications sont inscrits à l'inventaire topographique de la région Lorraine.